# Глобоченска кула
Глобоченската кула (на албански: Kulla në fshatin Gollomboc) е историческа османска постройка, жилищна кула в малопреспанското село Глобочени, Република Албания. В 1973 година е обявена за архитектурен паметник на Албания под № 1886.